# Loveren (Vught)
Loveren is een buurtschap in de gemeente Vught in de Nederlandse provincie Noord-Brabant. Het ligt in het westen van de gemeente, tussen Cromvoirt en de IJzeren Man.
Dorpen: Cromvoirt · Helvoirt · Vught

Buurtschappen: Bergenshuizen · Distelberg · Gijzel · Laar · Loveren · Molenstraat

Noord-Brabant: Steden en dorpen      Nederland: Provincies · Gemeenten